# Incendies de forêt en Arizona en 2017
Les incendies de forêt dans l'état américain d'Arizona en 2017 ont brûlé 412,627 acres, plus que la moyenne annuelle de superficie brûlé pendant les dix dernières années.

## Contexte
Les incendies de forêt sont un risque pour les vies humaines et pour les infrastructures, mais aussi un composant nécessaire pour l'écologie du sud-ouest des États Unis. 
En 2017, l'Arizona a vu une précipitation d'hiver inférieure à la normale, des températures supérieurs aux normales, et un mousson à début retardé. Ces conditions de climat et météo ont contribué à l'augmentation des incendies de forêt dans l'état.